# Microsolenina
Sous-ordre
Les Microsolenina sont un sous-ordre éteint de coraux durs de l'ordre des Scleractinia. Les différentes espèces se retrouvent dans des terrains allant du Trias au Miocène avec une répartition mondiale.

## Systématique
Le sous-ordre des Microsolenina a été créé en 1995 par les paléontologues polonaises Elżbieta Morycowa (d) et Ewa Roniewicz (d)

## Liste des genres et familles
Selon Paleobiology Database (3 novembre 2021) :
- famille Brachyphylliidae Alloiteau, 1952
- famille Cunnolitidae Alloiteau, 1952
- famille Latomeandridae Alloiteau, 1952
- famille Microsolenidae Koby, 1890 maintenant Comoseridae Fromentel 1861 pour raison de priorité
- famille Negoporitidae Eliasova, 1995
- genre Ebrayia Ferry 1870

## Publication originale
- (en) Elżbieta Morycowa et Ewa Roniewicz, « Microstructural disparity between Recent fungiine and Mesozoic microsolenine scleractinians », Acta Palaeontologica Polonica, PAN et Institute of Paleobiology (d), vol. 40, no 4,‎ 1995, p. 361-385 (ISSN 0567-7920 et 1732-2421, OCLC 02051833, lire en ligne).